# Ковалевский, Игорь Леонидович
Игорь Леонидович Ковалевский (род. 5 августа 1965, Волчанск, Харьковская область, Украинская ССР, СССР) — прекративший священническое служение католический священник, до 2021 года — администратор прихода святых Петра и Павла в храме святого Людовика в Москве. В 1999—2020 годах занимал должность генерального секретаря Конференции католических епископов России.

## Биография
Семья имеет польские и украинские корни.
Окончил среднюю школу в городе Джанкой Крымской области УССР. В 1982 году переехал в Москву.
Окончил Московский государственный технический университет имени Н. Э. Баумана, продолжил обучение на механико-математическом факультете Московского государственного университета имени М. В. Ломоносова.
Одновременно работал в научно производственном объединении «Энергия» (Королёв, Московская область).
В 1997 году рукоположён в диаконы в соборе Успения Пресвятой Девы Марии в Санкт-Петербурге.
В 1998 году окончил высшую католическую семинарию в Белостоке (Польша) и после окончания обучения рукоположён в священники в Кафедральном соборе Москвы.
До 20 июня 2021 года года был администратором прихода святых апостолов Петра и Павла в Москве. В 2020—2021 годах — канцлер курии (епархиального управления) Архиепархии Матери Божией (с 1 июля 2021 года канцлером курии назначен священник Сергей Тимашов). До 11 ноября 2021 года — директор московского отделения «Каритас».
16 апреля 2009 года распоряжением президента России Дмитрия Медведева включён в состав Совета по взаимодействию с религиозными объединениями при Президенте Российской Федерации (тем же распоряжением из состава Совета исключен бывший глава католической архиепископии в Москве Тадеуш Кондрусевич, в сентябре 2007 года смещённый с католической кафедры в Москве).
Капеллан Магистерской Делегации в России Ордена Святого Гроба Господнего Иерусалимского.
Состоял членом Общественного совета при Министерстве внутренних дел Российской Федерации.
31 октября 2021 года объявил о прекращении служения, сказав также в декабре того же года, что лишился всех постов в Католической Церкви в России, а также что уехал из РФ и начал жизнь в миру. Своё решение он связывал с нежеланием оставаться в центре конфликта, связанного с имущественным спором вокруг исторических зданий прихода в Милютинском переулке.
Декретами архиепископа Павла Пецци от 5 и 7 апреля 2022 года был признан «виновным в незаконном отчуждении церковного имущества, злоупотреблении должностью и хищении церковного имущества, состоящих в присвоении квартиры по адресу Москва, Б. Златоустинский пер, д. 3а, стр. 2, кв. 60» и ему, среди прочего, было запрещено «исполнение всех актов сана и управления».

## Награды
- Кавалер ордена Святого Гроба Господнего Иерусалимского